# キム・ヨンギョン
キム・ヨンギョン（ハングル: 김연경、金軟景、1988年2月26日 - ）は、韓国の元女子バレーボール選手。元韓国代表。

## 来歴

### 幼少期
大韓民国京畿道安山市生まれ。バレーボールをしていた姉の影響を受け、小学校4年生の時に安山西小学校のバレーボール部に入部し、バレーボールを始める。その後、元谷中学校と韓一電算女子高等学校（現・ハンボム高等学校）に進学。
高等学校入学時には170cmとさほど高くはなかった身長は、高校3年間で約20cmも伸び、プロデビューした17歳で188cmとなった。
大韓民国ジュニア代表から招集され、2004年アジアユース選手権（2位）、2005年世界ユース選手権（5位）に出場。

### プロデビュー

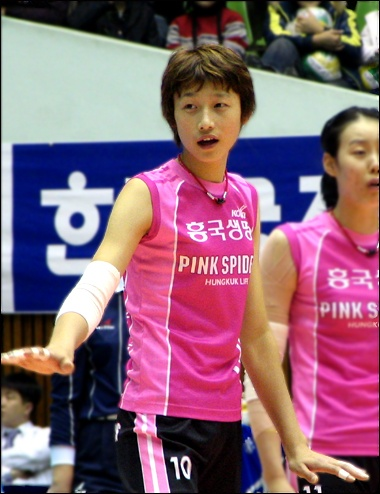
2005/06 韓国Vリーグでのキム

韓一電算女子高校卒業後、ドラフトで2005年に興国生命ピンクスパイダーズに入団。同年17歳で韓国代表に選出され、2005年ワールドグランドチャンピオンズカップでは、アタック得点で全選手中3位の成績を修める活躍をした。2005-06年韓国Vリーグではチームの優勝に貢献し、MVPと新人賞を獲得した。
2006-07年の韓国Vリーグも優勝を果たし、2年連続でレギュラーラウンドMVPファイナルとMVPを獲得した。2007-08年の韓国Vリーグは優勝は逃したものの歴代最高のスパイク決定率である47.59%を記録し、3年連続でスパイク賞を受賞した。世界選手権、ワールドカップなどに出場した。

### 国外移籍
2009年、韓国Vリーグと初の自国開催となった日韓トップマッチの優勝に導き、MVPを獲得した。同年5月、キムの日本のVプレミアリーグのJTマーヴェラス入団が発表され、韓国プロバレーボール史上初となる国外移籍選手となった。同年11月のワールドグランドチャンピオンズカップでは、ベストスコアラー賞を受賞している。
2009-10年のVプレミアリーグでは、セッター・竹下佳江とのコンビで大車輪の活躍を見せ、チームを開幕25連勝へ導くと共に自身も得点王となった。決勝では東レのエース・木村沙織に打ち負け準優勝に終わるが、翌2010-11年シーズンでは優勝を果たし、キム自身もMVPを獲得した。続く黒鷲旗も制覇した。
2011年5月、JTマーヴェラスを退団し、トルコリーグのフェネルバフチェに移籍した。
2012年の欧州チャンピオンズリーグではアジア人初のMVPと得点王を獲得した。
2012年5月のロンドンオリンピック世界最終予選において、2大会ぶりの予選突破に大きく貢献した。8月の同大会本戦でも韓国代表36年ぶりとなるベスト4進出の原動力となり、キムはベストスコアラーと最優秀選手（MVP）に輝いた。なお、4位のチームから最優秀選手が選出されるのは異例のことであった。
2014年よりキムは代表チームの主将を務め、同年のワールドグランプリの予選ラウンドでは得点ランキング1位となる活躍を見せチームを牽引した。
2015年5月、トルコリーグ優勝を果たし、MVP・ベストスコアラー・ベストスパイカーの三冠を受賞。同年8月のワールドカップでもベストスコアラーを獲得した。
2016年4月、欧州チャンピオンズリーグにて準優勝し、キムも自らベストアウトサイドヒッター賞を受賞した。2017年6月、中国バレーボールリーグの上海国華人寿に移籍した。

### 韓国Vリーグ復帰
2020年より仁川興国生命ピンクスパイダーズに復帰。
2023年、女子韓国代表のアドバイザーに就任した。
2025年2月、2024-25シーズン限りでの現役引退を表明した。同シーズンはレギュラーラウンド優勝しチャンピオン決定戦に進出。大田正官庄レッドスパークスを破り6年ぶり4度目の統合優勝（レギュラーラウンド、チャンピオン決定戦ともに優勝）を達成、チャンピオン決定戦MVPを受賞し有終の美を飾った。

## 選手としての特徴
- 攻守において万能であり、レセプション（サーブレシーブ）、ディグ（スパイクレシーブ）も非常に優秀である。
- オランダ代表監督を務めたジョバンニ・グイデッティは、「ロシア人の体、アメリカ人のパワー、韓国人の技術、そしてブラジル人の速さを兼ね備えている。彼女は間違いなく世界一の選手だ。」「彼女は世界のベストプレイヤーだ。彼女のような選手は過去30年見たことがない。」と評した[12]。
- 韓国代表監督を務めたステファノ・ラヴァリーニは、「キムヨンギョンはキャプテンを超えた韓国のリーダー。カリスマ性と実力で常にチームを団結させてくれる。素晴らしいリーダーであり立派な人物だ。」と評した[13]。

## 人物
- 韓国国内では「100年に1人の逸材」[14]、「女帝」[15]と称されている。
- 2シーズンを日本で過ごしたこともあり、大抵の日本語が話せるようである。
- 大友愛、狩野舞子、木村、栗原恵、井野亜季子等と親交があるほか、木村の著書でキムは「いつか同じチームで一緒にプレーがしたいです」とコメントした。
- JTでチームメイトだった竹下佳江のことを「おばちゃん」と呼んでいた。
- JT時代はそのキャラクターが非常に愛された。実力もさることながら、チームのムード盛り上げ役も兼ねることとなった。JTを去り帰国をする際はJTメンバー全員が空港まで見送りに駆けつけた。
- 2012ロンドン五輪3位決定戦で日本に敗れ、珍しく大泣きした[16]。
- 2017年アジア選手権において、キム・ヨンギョン自身が使用する日本製のシューズに貼ってあった「大韓独立万歳」ロゴの箇所をシールで隠してあった事が日本国内で波紋を呼んだ。その後、行われたグラチャンバレーでも韓国選手が日本製シューズに貼ってあった同じロゴを同様にシールで隠していた。ちなみにキム・ヨンギョンを始め、主力の韓国選手はグラチャンには出場しなかった。
- 2018年8月に行われたアジア大会ではチームの主力として出場。 自身最後のアジア大会になるだろう韓国は準決勝でタイに敗れたが3位決定戦で日本を下し悲願の銅メダルを獲得した。

## 球歴
- 大韓民国ジュニア代表 - 2004-2005年
  - アジアユース選手権 - 2004年（3位）
  - ユース世界選手権 - 2005年（5位）
- 大韓民国代表 - 2005年- 2021年
  - オリンピック - 2012年（4位）、2016年（5位）
  - 世界選手権 - 2006年（13位）、2010年（13位）、2018年（17位）
  - ワールドカップ - 2007年（8位）、 2011年（9位）、2015年（6位）、2019年（6位）
  - ワールドグランプリ - 2009年（12位）、2011年（9位）、2012年（14位）、2014年（9位）
  - ワールドグランドチャンピオンズカップ - 2005年（6位）、2009年（5位）
  - アジア競技大会 - 2006年（5位）、2010年（2位）、2014年（1位）、2018年（3位）
  - アジア選手権 - 2009年（4位）、2011年（3位）、2013年（3位）、2015年（2位）、2017年（3位）、2019年（3位）

## 所属クラブ
- 安山西小学校（1997 - 1999年）
- 元谷中学校（1999 - 2002年）
- 韓一電算女子高等学校（2002 - 2005年）
- 興国生命ピンクスパイダーズ（2005 - 2009年）
- JTマーヴェラス（2009 - 2011年）
- フェネルバフチェ（2011 - 2017年）
- 上海国華人寿（2017 - 2018年）
- エジザージュバシュ（2018年 - 2020年）
- 仁川興国生命ピンクスパイダーズ（2020 - 2021年）
- 上海ブライトユーベスト（2021 - 2022年）
- 仁川興国生命ピンクスパイダーズ（2022年 - 2025年）

## 受賞歴
- 2004年 - アジアユース選手権 ベストスコアラー賞
- 2006年 - 2005-2006 韓国Vリーグ 総合MVP、レギュラーラウンドMVP、新人賞、スパイク賞、サーブ賞、得点王
- 2007年 - 2006-2007 韓国Vリーグ 総合MVP、レギュラーラウンドMVP、スパイク賞
- 2008年 - 2007-2008 韓国Vリーグ レギュラーラウンドMVP、スパイク賞
- 2009年
  - 2008-2009 韓国Vリーグ 総合MVP、サーブ賞
  - 日韓Vリーグトップマッチ MVP
  - ワールドグランドチャンピオンズカップ ベストスコアラー賞
  - アジア選手権 ベストスコアラー賞
- 2010年
  - 2009/10 Vプレミアリーグ 敢闘賞、ベスト6、得点王
  - KOVOカップ MVP
  - AVCカップ ベストスパイカー賞、ベストスパイカー賞
- 2011年
  - 2010/11 Vプレミアリーグ MVP、ベスト6
  - 第60回黒鷲旗大会 ベスト6
  - アジア選手権 ベストスコアラー賞、ベストスパイカー賞
- 2012年
  - CEVチャンピオンズリーグ MVP、ベストスコアラー賞
  - オリンピック競技世界最終予選 ベストスコアラー賞、ベストアウトサイドヒッター賞、ベストレシーバー賞
  - ロンドンオリンピック MVP、ベストスコアラー賞
- 2013年 - アジア選手権 ベストスコアラー、ベストサーバー
- 2014年
  - トルコリーグ ベストスコアラー賞、スパイク賞
  - CEVカップ MVP
  - AVCカップ ベストオポジット賞
- 2015年
  - トルコリーグ MVP、ベストスコアラー賞、スパイク賞
  - トルコカップ MVP
  - アジア選手権 ベストアウトサイドヒッター賞
- 2016年
  - CEVチャンピオンズリーグ ベストアウトサイドヒッター賞
  - トルコスーパーカップ MVP
  - オリンピック競技世界最終予選 ベストアウトサイドスパイカー賞
- 2017年 - アジア選手権 ベストアウトサイドヒッター賞
- 2018年 - 中国バレーボールリーグ 最佳外援[17]
- 2019年
  - アジア選手権 ベストアウトサイドヒッター賞
  - 世界クラブ選手権 ベストアウトサイドヒッター賞
- 2020年 - 2020年KOVOカップ MIP
- 2021年 - 2020-2021 韓国Vリーグ レギュラーラウンドMVP、ベスト7
- 2023年 - 2022-2023 韓国Vリーグ レギュラーラウンドMVP、ベスト7
- 2024年 - 2023-2024 韓国Vリーグ レギュラーラウンドMVP、ベスト7
- 2025年 - 2024-2025 韓国Vリーグ レギュラーラウンドMVP、チャンピオン決定戦MVP

## 個人成績

### リーグ別成績
韓国Vリーグ、Vプレミアリーグ、トルコリーグ、中国リーグレギュラーラウンドとファイナルラウンドにおける個人成績は下記の通り。
2011/12 - 2012/13 トルコリーグ、中国リーグの個人成績は記録されなかった。
| シーズン | 所属     | 出場 | 出場   | アタック | アタック | アタック | アタック | アタック | アタック | ブロック | ブロック | サーブ | サーブ | サーブ | サーブ | サーブレシーブ | サーブレシーブ | 得点   | 得点 | 備考     |
| -------- | -------- | ---- | ------ | -------- | -------- | -------- | -------- | -------- | -------- | -------- | -------- | ------ | ------ | ------ | ------ | -------------- | -------------- | ------ | ---- | -------- |
| シーズン | 所属     | 試合 | セット | 打数     | 得点     | 失点     | 失点     | 決定率   | 効果率   | 決定     | /set     | 打数   | エース | /set   | 得点率 | 受数           | 成功率         | 総得点 | /set | 備考     |
| シーズン | 所属     | 試合 | セット | 打数     | 得点     | ブロック | ミス     | 決定率   | 効果率   | 決定     | /set     | 打数   | エース | /set   | 得点率 | 受数           | 成功率         | 総得点 | /set | 備考     |
| 2005/06  | 興国     | 28   | 110    | 1366     | 542      | 48       | 116      | 39.7%    | 27.7%    | 36       | 0.33     | 432    | 45     | 0.41   | 10.42% | 468            | 63.5%          | 756    | 6.87 | [ 注 1 ] |
| 2006/07  | 興国     | 23   | 90     | 974      | 439      | 34       | 62       | 45.1%    | 35.2%    | 37       | 0.41     | 330    | 30     | 0.33   | 9.09%  | 482            | 58.7%          | 562    | 6.24 |          |
| 2007/08  | 興国     | 28   | 102    | 1120     | 533      | 36       | 83       | 47.6%    | 37.0%    | 36       | 0.35     | 326    | 23     | 0.23   | 7.06%  | 593            | 61.4%          | 649    | 6.36 | [ 注 2 ] |
| 2008/09  | 興国     | 28   | 117    | 1204     | 567      | 45       | 76       | 47.1%    | 37.0%    | 60       | 0.51     | 405    | 43     | 0.37   | 10.62% | 719            | 59.4%          | 670    | 5.73 |          |
| 2009/10  | JT       | 28   | 102    | 1322     | 630      | 85       | 85       | 47.7%    | 41.2%    | 48       | 0.47     | 384    | 13     | 0.18   | 3.39%  | 661            | 58.5%          | 696    | 6.82 |          |
| 2010/11  | JT       | 22   | 77     | 849      | 425      | 75       | 75       | 50.1%    | 41.2%    | 29       | 0.38     | 254    | 12     | 0.22   | 4.72%  | 437            | 71.9%          | 471    | 6.12 |          |
| 2013/14  | フェネル | 19   | 63     | 477      | 228      | 14       | 45       | 47.8%    | 35.4%    | 22       | 0.35     | 219    | 41     | 0.65   | 18.72% | 295            | 34.9%          | 291    | 4.62 |          |
| 2014/15  | フェネル | 17   | 58     | 528      | 248      | 16       | 45       | 47.0%    | 33.5%    | 29       | 0.50     | 275    | 54     | 0.93   | 19.64% | 277            | 32.1%          | 331    | 5.71 |          |
| 2015/16  | フェネル | 13   | 46     | 410      | 180      | 22       | 36       | 43.9%    | 29.8%    | 18       | 0.39     | 153    | 12     | 0.26   | 7.84%  | 291            | 33.3%          | 210    | 4.57 |          |
| 2016/17  | フェネル | 16   | 59     | 488      | 227      | 14       | 43       | 46.5%    | 34.8%    | 20       | 0.34     | 227    | 26     | 0.44   | 11.45% | 304            | 24.7%          | 273    | 4.63 |          |
| 2018/19  | エジザー | 17   | 51     | 405      | 170      | 19       | 24       | 42.0%    | 31.4%    | 17       | 0.33     | 194    | 10     | 0.20   | 5.15%  | 263            | 28.5%          | 197    | 3.86 |          |
| 2019/20  | エジザー |      |        |          |          |          |          |          |          |          |          |        |        |        |        |                |                |        |      |          |

| シーズン | 所属     | 出場 | 出場   | アタック | アタック | アタック | アタック | アタック | アタック | ブロック | ブロック | サーブ | サーブ | サーブ | サーブ | サーブレシーブ | サーブレシーブ | 得点   | 得点 | 備考     |
| -------- | -------- | ---- | ------ | -------- | -------- | -------- | -------- | -------- | -------- | -------- | -------- | ------ | ------ | ------ | ------ | -------------- | -------------- | ------ | ---- | -------- |
| シーズン | 所属     | 試合 | セット | 打数     | 得点     | 失点     | 失点     | 決定率   | 効果率   | 決定     | /set     | 打数   | エース | /set   | 得点率 | 受数           | 成功率         | 総得点 | /set | 備考     |
| シーズン | 所属     | 試合 | セット | 打数     | 得点     | ブロック | ミス     | 決定率   | 効果率   | 決定     | /set     | 打数   | エース | /set   | 得点率 | 受数           | 成功率         | 総得点 | /set | 備考     |
| 2005/06  | 興国     | 33   | 128    | 1627     | 646      | 58       | 142      | 39.7%    | 27.4%    | 40       | 0.31     | 505    | 48     | 0.38   | 9.50%  | 559            | 64.4%          | 910    | 7.11 |          |
| 2006/07  | 興国     | 27   | 106    | 1183     | 532      | 44       | 75       | 45.0%    | 34.9%    | 43       | 0.41     | 386    | 34     | 0.32   | 8.81%  | 571            | 58.1%          | 679    | 6.41 |          |
| 2007/08  | 興国     | 32   | 119    | 1329     | 621      | 48       | 103      | 46.7%    | 35.4%    | 37       | 0.31     | 386    | 26     | 0.22   | 6.74%  | 693            | 61.3%          | 751    | 6.31 |          |
| 2008/09  | 興国     | 34   | 142    | 1469     | 703      | 54       | 101      | 47.9%    | 37.3%    | 70       | 0.49     | 503    | 53     | 0.37   | 10.54% | 868            | 60.1%          | 826    | 5.82 |          |
| 2009/10  | JT       | 32   | 116    | 1553     | 732      | 104      | 104      | 47.1%    | 40.4%    | 53       | 0.46     | 435    | 20     | 0.17   | 4.60%  | 731            | 59.5%          | 805    | 6.94 |          |
| 2010/11  | JT       | 22   | 77     | 849      | 425      | 75       | 75       | 50.1%    | 41.2%    | 29       | 0.38     | 254    | 12     | 0.22   | 4.72%  | 437            | 71.9%          | 471    | 6.12 |          |
| 2013/14  | フェネル | 27   | 93     | 846      | 394      | 31       | 69       | 46.6%    | 34.8%    | 32       | 0.34     | 323    | 48     | 0.52   | 14.86% | 501            | 35.9%          | 474    | 5.10 |          |
| 2014/15  | フェネル | 23   | 77     | 744      | 336      | 25       | 62       | 45.2%    | 33.5%    | 39       | 0.51     | 361    | 60     | 0.78   | 16.62% | 399            | 31.1%          | 435    | 5.65 | [ 注 3 ] |
| 2015/16  | フェネル | 19   | 71     | 662      | 289      | 30       | 58       | 43.7%    | 30.4%    | 24       | 0.34     | 231    | 16     | 0.23   | 6.93%  | 410            | 32.0%          | 329    | 4.63 |          |
| 2016/17  | フェネル | 23   | 81     | 676      | 308      | 22       | 54       | 45.6%    | 34.3%    | 28       | 0.35     | 297    | 31     | 0.38   | 10.44% | 421            | 23.3%          | 367    | 4.53 |          |
| 2017/18  | 上海     | 28   | 108    | 954      | 487      | 117      | 117      | 51.0%    | 38.8%    | 42       | 0.39     | 456    | 44     | 0.40   | 9.65%  | 450            | 84.9%          | 573    | 5.31 |          |
| 2018/19  | エジザー | 26   | 83     | 642      | 266      | 35       | 41       | 41.4%    | 29.6%    | 24       | 0.29     | 297    | 15     | 0.18   | 5.05%  | 452            | 26.8%          | 305    | 3.67 |          |
| 2019/20  | エジザー |      |        |          |          |          |          |          |          |          |          |        |        |        |        |                |                |        |      |          |

| 太字 | はタイトル獲得 |

### オリンピック
| 年度        | 出場 | 出場   | アタック | アタック | アタック | アタック | アタック | ブロック | ブロック | サーブ | サーブ | サーブ | サーブ | サーブレシーブ | サーブレシーブ | 得点   | 得点 | 備考 |
| ----------- | ---- | ------ | -------- | -------- | -------- | -------- | -------- | -------- | -------- | ------ | ------ | ------ | ------ | -------------- | -------------- | ------ | ---- | ---- |
| 年度        | 試合 | セット | 打数     | 得点     | 失点     | 決定率   | 効果率   | 決定     | /set     | 打数   | エース | /set   | 得点率 | 受数           | 成功率         | 総得点 | /set | 備考 |
| 2012 オリン | 8    | 31     | 388      | 185      | 47       | 47.68%   | 35.57%   | 15       | 0.48     | 124    | 7      | 0.23   | 5.65%  | 172            | 70.35%         | 207    | 6.68 |      |
| 2016 リオ   | 6    | 20     | 222      | 100      | 23       | 45.05%   | 34.68%   | 8        | 0.38     | 60     | 4      | 0.19   | 6.67%  | 121            | 34.71%         | 112    | 5.60 |      |

## 出演

### 日本のテレビ番組
- KAT-TUNだ!!グラチャン応援プロジェクト 開幕直前SP （2005年11月13日、　日本テレビ）
- 「SUPERうるぐす×グラチャンバレー　開幕直前!イモトも参加!世界の強豪潜入SP」〜ライバル韓国 100年に1人の逸材〜（2009年11月8日、　日本テレビ）
- 「イモトVS世界の超人！グラチャンバレーカウントダウンＴＶ」（2009年11月10日、　日本テレビ）
- チャンネルΣ 『熱血!ガンバレー部 ?W杯バレースペシャル?』（2011年11月12日、　フジテレビ）[23]
- アナザースカイ （ゲスト：竹下佳江）（2013年2月1日、　日本テレビ）[24]

### 韓国のテレビ番組
- Running Man　第257回（2015年7月26日、　SBS）
- 無限挑戦　第496回（2016年9月3日、　MBC）
- お姉さんたちのSlam Dunk　第22、23回 （2016年9月16日 - 2016年9月23日、　KBS）
- アブノーマル会談　第151回（2017年5月29日、　JTBC）
- 私は一人で暮らす（2016年9月30日 - 2019年7月5日、　MBC）
  - 第175、176回（2016年9月30日 - 2016年10月7日)
  - 第188回（2017年1月6日)
  - 第205回（2017年5月19日)
  - 第232、233、234回（2018年2月9日 - 2018年3月2日)
  - 第300、301回（2019年6月28日 - 2019年7月5日)
- Radio Star　第638回（2019年10月9日、　MBC）

## 著書
- まだ終わりじゃない（아직 끝이 아니다）　2017年。　ISBN 9788968970368